# Melese silvicola
Melese silvicola är en fjärilsart som beskrevs av Adalbert Seitz 1921. Melese silvicola ingår i släktet Melese och familjen björnspinnare. Inga underarter finns listade i Catalogue of Life.